# 一宮

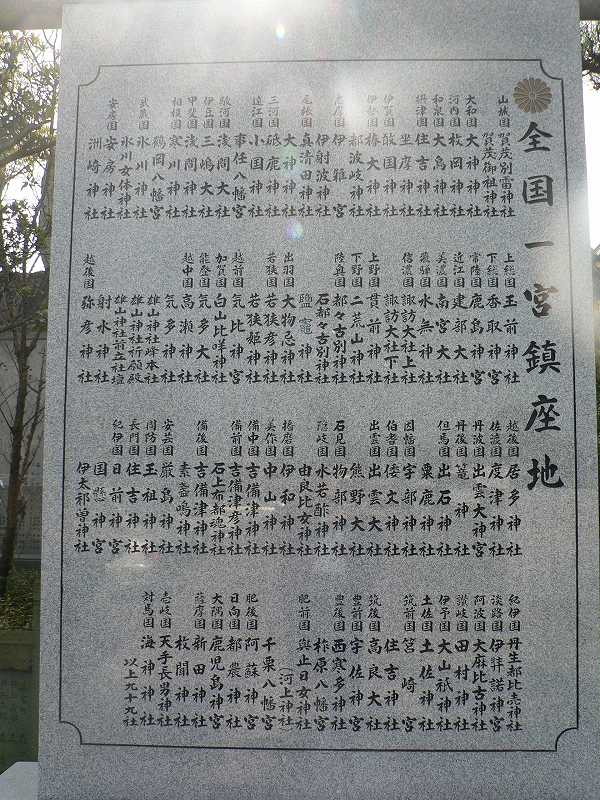
全国一宮鎮座地（讃岐一宮田村神社（香川県高松市）にて撮影、2007年）

一宮（いちのみや）とは、ある地域の中で最も社格の高いとされる神社のことである。一の宮、一ノ宮、一之宮などとも書く。

## 概要
通常単に「一宮」といった場合は、令制国の一宮を指すことが多い。一宮の次に社格が高い神社を二宮、さらにその次を三宮のように呼び、更に一部の国では四宮以下が定められていた事例もある。『「一宮」の選定とその背景』では、選定基準を規定した文献資料は無いが、一宮には次のような一定の形式があるとしている。
1. 原則的に令制国1国あたり1社を建前にした。
2. 祭神には国津神系統の神が多く、開拓神として土地と深いつながりを持っており、地元民衆の篤い崇敬対象の神社から選定されたことを予測できる。
3. 全て『延喜式神名帳』の式内社の中から選定された1社であるが、必ずしも名神大社に限られていない。（異説あり。後述の「変遷と争い」を参照。）
4. 必ずしも神位の高きによらないで、小社もこれに与かっている。

また、『中世諸国一宮制研究の現状と課題』では、諸国一宮が少なくとも次のようなそれぞれ次元を異にする3つの側面を持つとしている。
1. 氏人や神人などの特定の社会集団や地域社会にとっての守護神。
2. 一国規模の領主層や民衆にとっての政治的守護神。
3. 中世日本諸国にとっての国家的な守護神。

律令制において国司は任国内の諸社に神拝すると定められており、通説では一宮の起源は国司が巡拝する神社の順番にあるとされている。律令制崩壊の後も、その地域の第一の神社として一宮などの名称は使われ続けた。現在ではすべての神社は平等とされるが、かつて一宮とされた神社のほとんどが「△△国一宮」を名乗っている。また、全ての一宮が加盟しているわけではないが、これら過去に一宮とされた神社は「全国一の宮会」を結成している。
江戸時代初期の神道者・橘三喜が延宝3年（1675年）から23年かけて全国の一宮を参拝し、その記録を『諸国一宮巡詣記』全13巻として著し、これにより多くの人が一宮の巡拝を行うようになった。現在、一宮巡拝を行っている人々の集りとして「一の宮巡拝会」が結成されており、「全国一の宮会」と連携して一宮巡拝普及のイベントを行っている。

## 歴史

### 起源
江戸時代後期の国学者である伴信友は、天保8年（1837年）の著書 『神社私考』の中で、「一宮を定めた事は信頼できる古書類には見えず、いつの時代に何の理由で定めたか詳しく分からない」と前置きした上で「『延喜式神名帳』が定められた後の時代に神祇官あるいは国司などより諸国の神社へ移送布告などを伝達する神社を予め各国に1社定め、国内諸社への伝達および諸社からの執達をその神社に行わせたのではないか。また、それらの神社は便宜にまかせ、あるいは時勢によるなどして定められた新式ではないか」と考察しながらも、伴信友は自説に対して「なほよく尋考ふべし」と書き添えた。
現在、一宮の起源は「国司が任国内の諸社に巡拝する順番にある」とするのが通説になっている。『朝野群載 巻22』に所収された「国務条々事」には国司が任国でなすべき諸行事や為政の心得が42箇条に渡って記されているが、この中に「神拝後択吉日時、初行政事、云々」、「択吉日始行交替政事、択拝之後、擇吉日、可始行之由牒送、云々」と言う条文があり、国司は赴任すると管内の主要神社へ参拝し、それら神社に幣を奉るのが最初の執務であるとされていた。この国司初任神拝は、同じ『朝野群載 巻22』に所収された「但馬初度国司庁宣」や「加賀初任国司庁宣」にも見ることが出来る。
『国司神拝の歴史的意義』では、10世紀末に成立した『兼盛集』に見える駿河国司の富士山本宮浅間大社神拝の記述、天元5年（982年）の『太政宦符案』に越前国司が初任に際して越前国一宮である氣比神宮に神拝している記述、『時範記』承徳3年（1099年）2月の条において国司が因幡国一宮である宇倍神社を起点に国内諸社を巡拝している記述などをあげ、国司神拝が任国における就任儀礼として10世紀から11世紀初頭までに一般化しつつあったと述べている。その後、『中右記』の元永2年（1119年）7月の条に見られるような、国司が任国へ下向しない風潮が一般化するとともに国司神拝は簡略化・形式化し始め、在庁と深い関係で結ばれた主要神社に代表的な地位を与えて、その神に国司就任を認めさせることで国司神拝に換えるようになった。しかし、この様な国司神拝が生きた慣例・制度として機能したのは12世紀前半までで、その頃から在地神祇の代表であり神拝対象社の筆頭でもある一宮が、国司の礼拝を一身に教授する国鎮守としての性格を強めて、一宮の呼称が成立したのではないかと考察している。
では国司が最初に神拝する神社はどの様に選定されたのか、以下にいくつかの説を上げる。
1. 『「一宮」の選定とその背景』[注釈 1]では、一宮の選定は、民衆の篤い崇敬を背景とした考え方が要因になっているとする。すなわち、民衆の一般的な崇敬を基にして起こった神社への等差的観念が「一宮」の選定と言う形になって現れ、それ故に官製の正式な文献に記録されなかったとしている[注釈 5]。
2. 『中世成立期の軍制』[注釈 6]では、「民衆の信仰を背景とする考え方」、「一般の信仰に基づいて起こった神社に対する等差的観念」が反映しているのは確かとしても、結局は国司の諸社待遇上の等差・国司の管内諸社祭祀の順位が現れたものとしている。
3. 『「鎮守神」と王権』[注釈 7]では、一宮制の神社制度としての特質を当該期の王権との関係から考察し、中世の神祇体系は「鎮守」体系を機軸とし、国司神拝は天皇の代理として「国中第一」の霊神と鎮護国家の盟約を更新する祭儀であり、これが後に「国鎮守」としての性格を顕在化させたのではないかとしている。

また、『国司神拝の歴史的意義』では、一宮と総社・二十二社との関係を考察している。それによれば11世紀から12世紀前半までの国司神拝を支えていたものは、一口で言えば「一国完結的な神社体制」と呼べるものであり、これがそのまま総社制・一宮制・諸国神名帳などを形成する基盤でもあるとしている。同書は『摂関時代における神社行政　－二十二社の成立を主題として－』が述べている、「諸社同時奉幣が11世紀の間に定例化したことにより二十二社制が成立した」との説を踏まえ、諸国の一国内完結的神社体制の形成に対応するのは、中央における二十二社体制の形成と確立ではないかと考察している。
しかし、一宮制と二十二社制を一括した国家祭祀体制として論じることには慎重な意見もあり、『平安期の国司祭祀と諸国一宮』では、二十二社制は京都朝廷による地域限定の自己完結的祭祀体制であり、国ごとの多様性をもって国衙・社家・武家の間で複雑に展開する一宮制との方向性には大きな溝があるとし、なお検討が必要ではないか、と述べている。

### 成立時期

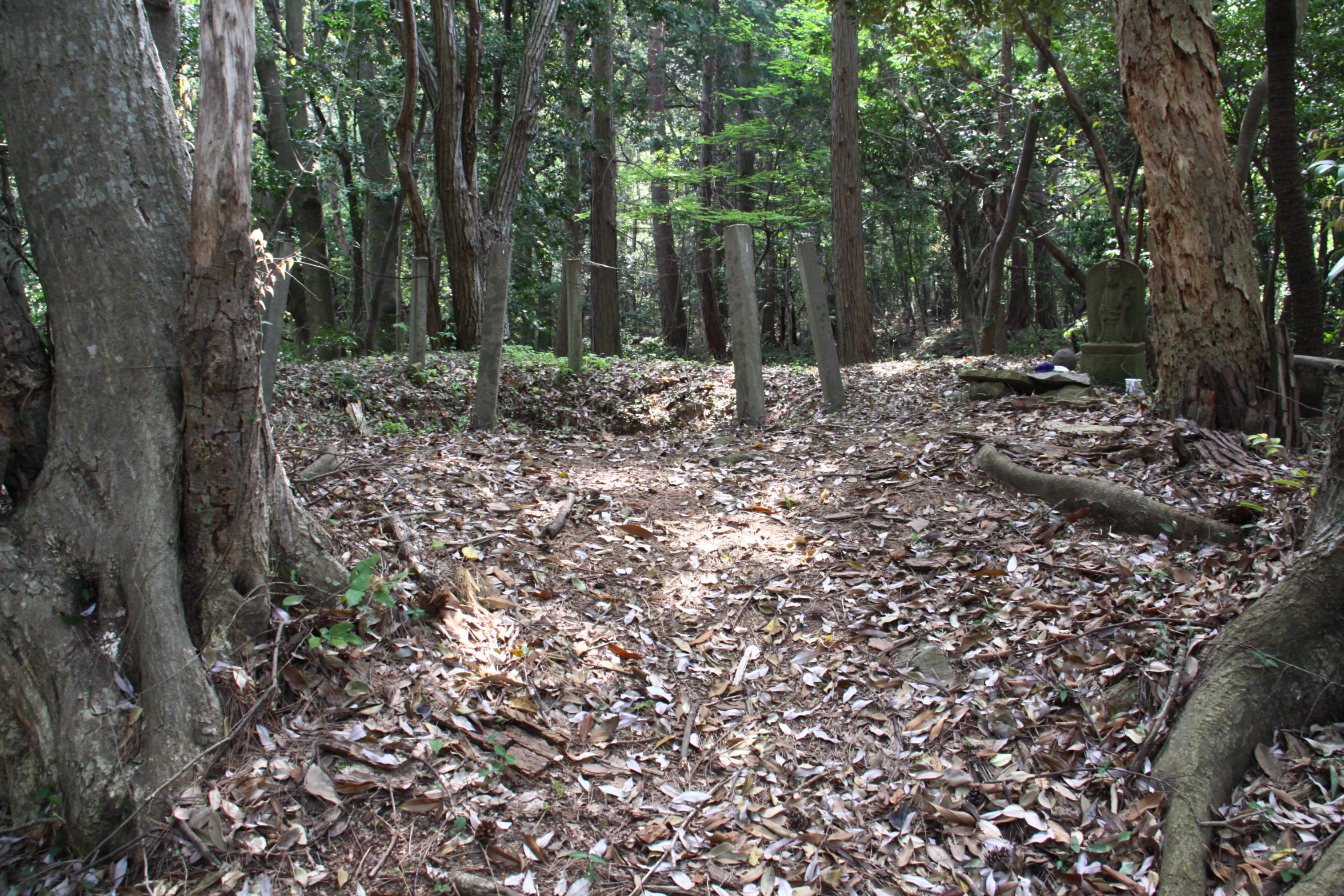
倭文神社　経塚

通説では11世紀から12世紀にかけて成立したとされる。文献上における「一宮」称号の初見は、12世紀前半に成立したとされる『今昔物語集』に書かれた「今ハ昔シ周防ノ国ノ一宮ニ、玉祖ノ大明神ト申ス神在ス」の記述と言われている。
また、大治2年（1127年）進奏の『金葉和歌集』に見える「能因に歌よみて一宮にまゐらせて雨祈れと申ければ」との記述や、1915年（大正4年）に伯耆国一宮である倭文神社の経塚より発掘された康和5年（1103年）在銘の経筒に「山陰道伯耆國河村東郷御坐一宮大明神」の銘文があるなど、12世紀頃より文献・文書・物品に一宮の称号が入ったものが見え始めることから、前述のように10世紀から11世紀の国司神拝を起源として12世紀に確立したのではないか、とするのが通説になっている。
しかしながら、『一宮ノオト　ノオトその17』が指摘するように、その起源が7世紀の一宮争いにあるとする相模国の国府祭伝承など、11世紀から12世紀の成立説と相容れない伝承がいくつかある。『「鎮守神」と王権』においても、一宮の成立時期には国によって懸け隔てがあり、各国の一宮は国家による法や政策を前提として一時期・一律に整備されたものとは言えないと述べている。

### 二宮、三宮
二宮、三宮の起源も国司の神拝順とする説があるが、『時範記』に国内をぐるりと一周してくる国司神拝順路が記述されている因幡国では二宮が不詳である。それとは逆に九宮まである上野国では、地図上で一宮から九宮までを順番に線で結ぶと同じ道を行き来することになり、『一宮ノオト』では国司神拝の順路として変ではないかと指摘している。
諸国における国司神拝を取り巻く状況も様々で、『中右記』の保延元年（1135年）5月6日の条には大和国司が下向神拝を拒否され、しかも大和国では国司神拝はこれまでも行われていなかったとの記述がなされている。また、『中世長門国一宮制の構造と特質』によれば、長門国では一宮と二宮を対等な存在と認めて、両社をセットとする新たな一宮体制づくりが進められたとし、その他にも能登国が一宮と二宮しかないこと、摂津住吉大社や出雲杵築大社などでは国鎮守が一つに限られていて「一宮」呼称がないことを挙げている。
このように多様な国内事情から二宮・三宮の成立状況は諸国で異なっており、後掲の「一宮の一覧」においても二宮以下が「不詳」あるいは「ない」国がいくつかある。
これに関して、『「鎮守神」と王権』では、1970年代の議論以降、二宮や三宮は神祇順位の表現として一国内の政治的・社会的関係を反映したものと考えられてきた、と述べている。また、『一宮ノオト　ノオトその14』では、巡詣順が一宮を決めたのではなく、一宮の存在により国司の巡詣順が決まったのではないかと考察している。

### 変遷と争い
『「一宮」の選定とその背景』では、民衆の一般的な崇敬を基にして起こった神社の等差的観念が競って神社に順位付けを行い、この結果、時代と共に一宮の変遷や一宮争いが起こり、時には自ら僭称するものも現れたとしている。また冒頭にあげた通り、同書では一宮は全て式内社より選ばれたとし、異説に基づく社名の変更が見受けられるのは、時代による変遷や私的に僭称したことの現われであると考察した。
しかし、南北朝時代の応安8年（南朝の元号では天授元年、1375年）2月24日以前に成立したとされる卜部宿禰奥書『諸国一宮神名帳』では、陸奥国一宮に鹽竈大明神、豊後国一宮に柞原大菩薩と式外社が記載されており、全て式内社の掲載となるのは、その後の室町時代に編纂された『大日本国一宮記』とその類本からである。『「一宮記」の諸系統　－諸本の書誌的考察を中心に－』では、卜部宿禰奥書の『諸国一宮神名帳』を基に『大日本国一宮記』を編纂した際、選者は『延喜式神名帳』の式内社を強く意識したため、式外社は記載から外されたのではないかと考察している。また、『大日本国一宮記』では異なる2つの神社を同一社であるかのように記載している箇所があり、諸国の実態を把握して編纂されたかについては疑問の余地がある。
以上に関わらず、諸国において「一宮の変遷」、2つ以上の神社の「一宮争い」は実際に伝えられており、以下にその具体例をあげる。

#### 一宮の変遷
1. 武蔵国の一宮、二宮、三宮は、南北朝時代の文献と室町時代の文献で順位が入れ替わっている。武蔵国#神社および氷川神社を参照のこと。
2. 越中国は能登国を併合・分立しており、その際に一宮に変遷があった。越中国#総社・一宮、射水神社および気多神社を参照のこと。
3. 備前国では同国内で唯一の名神大社に列せられた安仁神社が一宮となるはずであったが、天慶2年（939年）に起きた天慶の乱において同社が藤原純友方に味方したため、一宮の地位を朝廷から剥奪されたとされ、その地位は隣国の備中国一宮たる吉備津神社（岡山市吉備津）より分祀のうえ備前国に創建された吉備津彦神社（岡山市一宮）に移ったと伝えられる。備前国#国府・一宮などを参照のこと。

#### 一宮争い
1. 7世紀の相武（さがむ）と師長（しなが、「磯長」とも表記する）の合併により相模国が成立した際、相武と師長のいずれの一宮を相模国一宮とするかで争いが起きた。国府祭（こうのまち）および川勾神社を参照のこと。
2. 鳥海山を御神体とする出羽国一宮では、全山への影響力を確保する争いが登山口にある里宮の間で起こった。鳥海山大物忌神社を参照のこと。
3. 白山比咩神社に伝わる『白山之記』[注釈 12]には、能登国を分立後に越中国一宮となった射水神社と気多大社から分祠された気多神社の間で一宮争いが起きたと記されている。射水神社および気多神社を参照のこと
4. 佐渡国では度津神社別当神宮寺と畑野町一宮神社別当慶当寺の間に一宮論争が起こった。度津神社を参照のこと。
5. 肥前国では千栗八幡宮が一宮とされていたが、慶長7年（1602年）に後陽成天皇が與止日女神社を一宮とする勅額を下したことから両社の間で60年にわたる紛争が起こった。千栗八幡宮および與止日女神社を参照のこと。
6. 薩摩国においては一宮が未確定であったが、蒙古襲来に際し、一宮において「異国降伏祈祷」を行うよう鎌倉幕府から命じられたことをきっかけに、新田神社と枚聞神社の間で薩摩国一宮相論が開始された。新田神社および枚聞神社を参照のこと。

## 一宮制研究史
1983年（昭和58年）に発表された『国司神拝の歴史的意義』の序文において、一宮関係の史料は決して多いとは言えず、地域的にも偏りがあるため、諸国一宮の性格を統一的には把握できていない、と述べられていた。
その後、一宮制研究は前進し、2000年（平成12年）に出版された『中世諸国一宮制の基礎的研究』の冒頭、『中世諸国一宮制研究の現状と課題』によれば、現在までのところ、研究史は大まかに以下の3つに区分できるとしている。
1. 【神社史・神社制度史の観点からの研究】　幕末から1960年代までの研究で、『神社思考』[注釈 3]を著した伴信友から、『神道史』[注釈 13]を著した宮地直一の戦前・戦後の研究に代表されるもの。
2. 【封建領主権力（国衙・幕府守護）による政治的イデオロギー支配の観点からの研究】　1960年代末以後、上記の研究を克服する形で提起されたもの。
3. 【地域史や宗教史・都市史・国家史などの多様な観点からの研究】　1980年代以後に進められた、上記2つの研究成果を新たな観点から総括し直し、その上に立った多様な視点から一宮制の全面的な解明を目指すもの。

しかし、この様な研究史を経たためか、『「鎮守神」と王権』にあるのように、神社制度として一宮制の基本軸を確立してから諸国一宮を論じるべきではないかとする考え方。『中世長門国一宮制の構造と特質』にあるように、諸国一宮の実態を明らかにすることで、一宮制の普遍的側面を明確にしようとする考え方など、現在も研究者によって方向性に違いが見られる。
さらに、『中世諸国一宮制研究の現状と課題』では、一宮制の研究には、以下3つの「困難性」があるとする。
1. そのイデオロギー構造が、諸国の地域的特性や歴史的特質から離れては意味を持たなくなるという、独自の性格を持っていること。
2. 各国で史料に偏在があり、また史料の公開に制約があること。
3. 研究成果が地域史や神社史として、特定地域内において発表されることが多いため、一般の研究者の目に触れにくいこと。

これらを踏まえ、同文では、今後の一宮制研究の課題として以下5つを指摘している。
1. 個別一宮の研究、基礎的研究の蓄積。
2. 各国一宮の比較史的検討と、それを踏まえた各一宮の地域的・歴史的特殊性と普遍性との統一的把握。
3. 一宮の基本的性格と諸類型の明確化。
4. 中世諸国一宮制の成立から解体に至るトータルな歴史過程の解明。
5. 中世諸国一宮制の歴史的位置の解明。

## 地名と一宮
一宮の神社の附近は「一宮」（一之宮、一の宮など）という地名になっている場合がある。
「全国一の宮巡拝会」が発行する『諸国一の宮一覧図』2008年10月版に記載されている106社の内、現住所の中に一宮（一之宮、一の宮などを含む）とあるものは17社、一宮は無いが神社の名前が住所に含まれているもの（諏訪市、鹿嶋市など）26社、前記いずれにも含まれないが「宮」の字が付くもの（大宮、宮内、宇都宮など）が16社ある。
上記は「全国一の宮会」加盟社のみの記載なので、多摩市一ノ宮に鎮座する小野神社や糸魚川市一の宮に鎮座する天津神社などは含まれていない。また「全国一の宮会」加盟社の中にも、伊弉諾神宮のように現住所が津名郡一宮町多賀であったものが、2005年（平成17年）の5町合併により淡路市多賀へ住所変更となり、現住所から「一宮」の地名が無くなってしまった神社がある。
鹽竈神社社誌の『鹽社由来追考』および『別当法蓮寺記』には、塩竈の地名は鹽竈神社の神器に由来すると記されている。また、現代においても1995年（平成7年）茨城県鹿嶋市が、鹿島町から市制に移行する際に市名を鹿島神宮の古書表記に因んで決めており、一宮の存在が地名に影響を与えることは少なくなかったと思われる。

## 諸国一宮以下一覧

### 諸国一宮一覧
各令制国の一宮の一覧。一宮を称する神社は多いが、本節では歴史的に一宮とされる神社のみを掲載する。
畿内
| 国名   | 社名         | 所在地             | 社格   | 社格 | 社格 | 社格            | 一の宮会 | 二宮以下                                                    |
| 国名   | 社名         | 所在地             | 式内社 | 近代 | 別表 | その他          | 一の宮会 | 二宮以下                                                    |
| ------ | ------------ | ------------------ | ------ | ---- | ---- | --------------- | -------- | ----------------------------------------------------------- |
| 畿内   |              |                    |        |      |      |                 |          |                                                             |
| 山城国 | 賀茂別雷神社 | 京都府京都市北区   | 名神大 | 官大 | 別表 | 二十二社 勅祭社 | 加盟     | （二宮以下は不詳）                                          |
| 山城国 | 賀茂御祖神社 | 京都府京都市左京区 | 名神大 | 官大 | 別表 | 二十二社 勅祭社 | 加盟     | （二宮以下は不詳）                                          |
| 大和国 | 大神神社     | 奈良県桜井市       | 名神大 | 官大 | 別表 | 二十二社        | 加盟     | （二宮以下はなし）                                          |
| 河内国 | 枚岡神社     | 大阪府東大阪市     | 名神大 | 官大 | 別表 |                 | 加盟     | （二宮：恩智神社） （三宮以下はなし）                       |
| 和泉国 | 大鳥大社     | 大阪府堺市西区     | 名神大 | 官大 | 別表 |                 | 加盟     | 二宮：泉穴師神社 三宮：聖神社 四宮：積川神社 五宮：日根神社 |
| 摂津国 | 住吉大社     | 大阪府大阪市住吉区 | 名神大 | 官大 | 別表 | 二十二社        | 加盟他   | （二宮以下はなし）                                          |

東海道
| 国名   | 社名               | 所在地                 | 社格   | 社格      | 社格 | 社格   | 一の宮会 | 二宮以下                                                                                |
| 国名   | 社名               | 所在地                 | 式内社 | 近代      | 別表 | その他 | 一の宮会 | 二宮以下                                                                                |
| ------ | ------------------ | ---------------------- | ------ | --------- | ---- | ------ | -------- | --------------------------------------------------------------------------------------- |
| 東海道 |                    |                        |        |           |      |        |          |                                                                                         |
| 伊賀国 | 敢国神社           | 三重県伊賀市           | 大     | 国中      | 別表 |        | 加盟     | 二宮：小宮神社 三宮：波多岐神社                                                         |
| 伊勢国 | 椿大神社           | 三重県鈴鹿市           | 小     | 県社      | 別表 |        | 加盟     | 二宮：多度大社 （三宮以下はなし）                                                       |
| 伊勢国 | 都波岐神社         | 三重県鈴鹿市           | 小     | 県社      |      |        | 加盟     | 二宮：多度大社 （三宮以下はなし）                                                       |
| 志摩国 | 伊雑宮             | 三重県志摩市           | 大     | 神宮 別宮 |      |        | 加盟     | （二宮以下はなし）                                                                      |
| 志摩国 | 伊射波神社         | 三重県鳥羽市           | 大     | 無格      |      |        | 加盟     | （二宮以下はなし）                                                                      |
| 尾張国 | 真清田神社         | 愛知県一宮市           | 名神大 | 国中      | 別表 |        | 加盟他   | 二宮：大縣神社 三宮：熱田神宮                                                           |
| 三河国 | 砥鹿神社           | 愛知県豊川市           | 小     | 国小      | 別表 |        | 加盟     | 二宮：知立神社 三宮：猿投神社                                                           |
| 遠江国 | 小国神社           | 静岡県周智郡森町       | 小     | 国小      | 別表 |        | 加盟     | 二宮：鹿苑神社/二宮神社 （三宮以下はなし）                                              |
| 遠江国 | 事任八幡宮         | 静岡県掛川市           | 小     | 県社      |      |        | 加盟     | 二宮：鹿苑神社/二宮神社 （三宮以下はなし）                                              |
| 駿河国 | 富士山本宮浅間大社 | 静岡県富士宮市         | 名神大 | 官大      | 別表 |        | 加盟     | 二宮：豊積神社 三宮：御穂神社                                                           |
| 伊豆国 | 三嶋大社           | 静岡県三島市           | 名神大 | 官大      | 別表 |        | 加盟     | 二宮：若宮神社 三宮：浅間神社（のち二宮） 四宮：廣瀬神社                                |
| 甲斐国 | 浅間神社           | 山梨県笛吹市           | 名神大 | 国中      | 別表 |        | 加盟     | 二宮：美和神社 三宮：玉諸神社 （四宮：甲斐奈神社）                                      |
| 相模国 | 寒川神社           | 神奈川県高座郡寒川町   | 名神大 | 国中      | 別表 |        | 加盟他   | 二宮：川勾神社 三宮：比々多神社 四宮：前鳥神社                                          |
| 武蔵国 | 小野神社           | 東京都多摩市           | 小     | 郷社      |      |        | 非加盟他 | 二宮：二宮神社/（金鑚神社） 三宮：氷川神社 四宮：秩父神社 五宮：金鑚神社 六宮：杉山神社 |
| 武蔵国 | 氷川神社           | 埼玉県さいたま市大宮区 | 名神大 | 官大      | 別表 | 勅祭社 | 加盟他   | 二宮：二宮神社/（金鑚神社） 三宮：氷川神社 四宮：秩父神社 五宮：金鑚神社 六宮：杉山神社 |
| 安房国 | 安房神社           | 千葉県館山市           | 名神大 | 官大      | 別表 |        | 加盟他   | （二宮以下は不詳）                                                                      |
| 上総国 | 玉前神社           | 千葉県長生郡一宮町     | 名神大 | 国中      | 別表 |        | 加盟     | 二宮：橘樹神社 三宮：三之宮神社                                                         |
| 下総国 | 香取神宮           | 千葉県香取市           | 名神大 | 官大      | 別表 | 勅祭社 | 加盟     | （二宮：玉崎神社/二宮神社）                                                             |
| 常陸国 | 鹿島神宮           | 茨城県鹿嶋市           | 名神大 | 官大      | 別表 | 勅祭社 | 加盟     | 二宮：静神社 三宮：吉田神社                                                             |

東山道
| 国名   | 社名             | 所在地                                | 社格   | 社格 | 社格 | 社格   | 一の宮会 | 二宮以下 |
| 国名   | 社名             | 所在地                                | 式内社 | 近代 | 別表 | その他 | 一の宮会 | 二宮以下 |
| ------ | ---------------- | ------------------------------------- | ------ | ---- | ---- | ------ | -------- | --- |
| 東山道 |                  |                                       |        |      |      |        |          | |
| 近江国 | 建部大社         | 滋賀県大津市                          | 名神大 | 官大 | 別表 |        | 加盟     | 二宮：日吉大社 三宮：多賀大社/（御上神社）                                                                                          |
| 美濃国 | 南宮大社         | 岐阜県不破郡垂井町                    | 名神大 | 国大 | 別表 |        | 加盟     | 二宮：伊富岐神社 三宮：多岐神社/伊奈波神社                                                                                          |
| 飛騨国 | 飛騨一宮水無神社 | 岐阜県高山市                          | 小     | 国小 | 別表 |        | 加盟     | 二宮：久津八幡宮 （三宮以下は不詳）                                                                                                 |
| 信濃国 | 諏訪大社         | 長野県諏訪市・茅野市 ・諏訪郡下諏訪町 | 名神大 | 官大 | 別表 |        | 加盟     | 二宮：小野神社 三宮：穂高神社/（沙田神社）                                                                                          |
| 上野国 | 一之宮貫前神社   | 群馬県富岡市                          | 名神大 | 国中 | 別表 |        | 加盟     | 二宮：二宮赤城神社 三宮：三宮神社 四宮：甲波宿禰神社 五宮：若伊香保神社 六宮：榛名神社 七宮：小祝神社 八宮：火雷神社 九宮：倭文神社 |
| 下野国 | 二荒山神社       | 栃木県宇都宮市                        | 名神大 | 国中 | 別表 |        | 加盟     | （二宮以下はなし） |
| 下野国 | 二荒山神社       | 栃木県日光市                          | 名神大 | 国中 | 別表 |        | 加盟     | （二宮以下はなし） |
| 陸奥国 | 鹽竈神社         | 宮城県塩竈市                          | 式外   | 国中 | 別表 |        | 加盟他   | 二宮：伊佐須美神社 （三宮以下はなし）                                                                                               |
| 陸奥国 | 都都古和氣神社   | 福島県東白川郡棚倉町                  | 名神大 | 国中 | 別表 |        | 加盟他   | 二宮：伊佐須美神社 （三宮以下はなし）                                                                                               |
| 陸奥国 | 都々古別神社     | 福島県東白川郡棚倉町                  | 名神大 | 国中 | 別表 |        | 加盟他   | 二宮：伊佐須美神社 （三宮以下はなし）                                                                                               |
| 出羽国 | 鳥海山大物忌神社 | 山形県飽海郡遊佐町                    | 名神大 | 国中 | 別表 |        | 加盟     | 二宮：城輪神社 三宮：小物忌神社 |

北陸道
| 国名   | 社名         | 所在地               | 社格   | 社格 | 社格 | 社格       | 一の宮会 | 二宮以下                                    |
| 国名   | 社名         | 所在地               | 式内社 | 近代 | 別表 | その他     | 一の宮会 | 二宮以下                                    |
| ------ | ------------ | -------------------- | ------ | ---- | ---- | ---------- | -------- | ------------------------------------------- |
| 北陸道 |              |                      |        |      |      |            |          |                                             |
| 若狭国 | 若狭彦神社   | 福井県小浜市         | 名神大 | 国中 | 別表 |            | 加盟他   | 二宮：若狭姫神社 （三宮以下は未詳）         |
| 越前国 | 氣比神宮     | 福井県敦賀市         | 名神大 | 官大 | 別表 |            | 加盟     | （二宮：劔神社） （三宮以下は未詳）         |
| 加賀国 | 白山比咩神社 | 石川県白山市         | 小     | 国中 | 別表 |            | 加盟     | 二宮：菅生石部神社 （三宮以下はなし）       |
| 加賀国 | 石部神社     | 石川県小松市         | 小     | 郷社 |      | 加賀国総社 | 非加盟   | 二宮：菅生石部神社 （三宮以下はなし）       |
| 能登国 | 氣多大社     | 石川県羽咋市         | 名神大 | 国大 | 単立 |            | 加盟     | 二宮：伊須流岐比古神社 （三宮以下はなし）   |
| 越中国 | 気多神社     | 富山県高岡市         | 名神大 | 県社 |      |            | 加盟     | （二宮以下はなし）                          |
| 越中国 | 高瀬神社     | 富山県南砺市         | 小     | 国小 | 別表 |            | 加盟     | （二宮以下はなし）                          |
| 越中国 | 射水神社     | 富山県高岡市         | 名神大 | 国中 | 別表 |            | 加盟     | （二宮以下はなし）                          |
| 越中国 | 雄山神社     | 富山県中新川郡立山町 | 小     | 国小 | 別表 |            | 加盟     | （二宮以下はなし）                          |
| 越後国 | 彌彦神社     | 新潟県西蒲原郡弥彦村 | 名神大 | 国中 | 別表 |            | 加盟     | 二宮：物部神社 （三宮：八海神社<所在不詳>） |
| 越後国 | 居多神社     | 新潟県上越市         | 小     | 県社 |      |            | 加盟     | 二宮：物部神社 （三宮：八海神社<所在不詳>） |
| 越後国 | 天津神社     | 新潟県糸魚川市       | 小     | 県社 |      |            | 非加盟   | 二宮：物部神社 （三宮：八海神社<所在不詳>） |
| 佐渡国 | 度津神社     | 新潟県佐渡市         | 小     | 国小 | 別表 |            | 加盟     | 二宮：大目神社 三宮：引田部神社             |

山陰道
| 国名   | 社名         | 所在地                 | 社格   | 社格 | 社格 | 社格   | 一の宮会 | 二宮以下                               |
| 国名   | 社名         | 所在地                 | 式内社 | 近代 | 別表 | その他 | 一の宮会 | 二宮以下                               |
| ------ | ------------ | ---------------------- | ------ | ---- | ---- | ------ | -------- | -------------------------------------- |
| 山陰道 |              |                        |        |      |      |        |          |                                        |
| 丹波国 | 出雲大神宮   | 京都府亀岡市           | 名神大 | 国中 | 単立 |        | 加盟     | （二宮以下はなし）                     |
| 丹後国 | 籠神社       | 京都府宮津市           | 名神大 | 国中 | 別表 |        | 加盟     | （二宮：大宮売神社）                   |
| 但馬国 | 出石神社     | 兵庫県豊岡市           | 名神大 | 国中 | 別表 |        | 加盟     | 二宮：粟鹿神社 三宮：水谷神社/養父神社 |
| 但馬国 | 粟鹿神社     | 兵庫県朝来市           | 名神大 | 県社 |      |        | 加盟     | 二宮：粟鹿神社 三宮：水谷神社/養父神社 |
| 因幡国 | 宇倍神社     | 鳥取県鳥取市           | 名神大 | 国中 | 別表 |        | 加盟     | （二宮以下は不詳）                     |
| 伯耆国 | 倭文神社     | 鳥取県東伯郡湯梨浜町   | 小     | 国小 | 別表 |        | 加盟     | 二宮：大神山神社 三宮：倭文神社        |
| 出雲国 | 出雲大社     | 島根県出雲市           | 名神大 | 官大 | 別表 |        | 加盟他   | （二宮：佐太神社） （三宮以下はなし）  |
| 石見国 | 物部神社     | 島根県大田市           | 小     | 国小 | 別表 |        | 加盟     | 二宮：多鳩神社 三宮：大祭天石門彦神社  |
| 隠岐国 | 水若酢神社   | 島根県隠岐郡隠岐の島町 | 名神大 | 国中 | 別表 |        | 加盟     | （二宮以下はなし）                     |
| 隠岐国 | 由良比女神社 | 島根県隠岐郡西ノ島町   | 名神大 | 村社 |      |        | 加盟     | （二宮以下はなし）                     |

山陽道
| 国名   | 社名         | 所在地           | 社格   | 社格 | 社格 | 社格   | 一の宮会 | 二宮以下                                                    |
| 国名   | 社名         | 所在地           | 式内社 | 近代 | 別表 | その他 | 一の宮会 | 二宮以下                                                    |
| ------ | ------------ | ---------------- | ------ | ---- | ---- | ------ | -------- | ----------------------------------------------------------- |
| 山陽道 |              |                  |        |      |      |        |          |                                                             |
| 播磨国 | 伊和神社     | 兵庫県宍粟市     | 名神大 | 国中 | 別表 |        | 加盟     | 二宮：荒田神社 三宮：住吉神社 四宮：白国神社                |
| 美作国 | 中山神社     | 岡山県津山市     | 名神大 | 国中 | 別表 |        | 加盟     | 二宮：高野神社 （三宮以下は不詳）                           |
| 備前国 | 吉備津彦神社 | 岡山県岡山市北区 |        | 国小 | 別表 |        | 加盟他   | （二宮：安仁神社） （三宮以下はなし）                       |
| 備中国 | 吉備津神社   | 岡山県岡山市北区 | 名神大 | 官中 | 別表 |        | 加盟     | （二宮：皷神社） （三宮以下はなし）                         |
| 備後国 | 吉備津神社   | 広島県福山市     |        | 国小 | 別表 |        | 加盟他   | （二宮以下はなし）                                          |
| 安芸国 | 厳島神社     | 広島県廿日市市   | 名神大 | 官中 | 別表 |        | 加盟     | 二宮：不詳/（速谷神社） （三宮以下はなし）                  |
| 周防国 | 玉祖神社     | 山口県防府市     | 小     | 国中 | 別表 |        | 加盟     | 二宮：出雲神社 三宮：仁壁神社 四宮：赤田神社 五宮：朝田神社 |
| 長門国 | 住吉神社     | 山口県下関市     | 名神大 | 官中 | 別表 |        | 加盟     | 二宮：忌宮神社 （三宮：龍王神社）                           |

南海道
| 国名   | 社名               | 所在地                   | 社格   | 社格 | 社格 | 社格   | 一の宮会 | 二宮以下                                       |
| 国名   | 社名               | 所在地                   | 式内社 | 近代 | 別表 | その他 | 一の宮会 | 二宮以下                                       |
| ------ | ------------------ | ------------------------ | ------ | ---- | ---- | ------ | -------- | ---------------------------------------------- |
| 南海道 |                    |                          |        |      |      |        |          |                                                |
| 紀伊国 | 日前神宮・國懸神宮 | 和歌山県和歌山市         | 名神大 | 官大 | 単立 |        | 加盟     | （二宮以下は不詳）                             |
| 紀伊国 | 丹生都比売神社     | 和歌山県伊都郡かつらぎ町 | 名神大 | 官大 | 別表 |        | 加盟     | （二宮以下は不詳）                             |
| 紀伊国 | 伊太祁󠄀曽神社       | 和歌山県和歌山市         | 名神大 | 官中 | 別表 |        | 加盟     | （二宮以下は不詳）                             |
| 淡路国 | 伊弉諾神宮         | 兵庫県淡路市             | 名神大 | 官大 | 別表 |        | 加盟     | 二宮：大和大国魂神社 （三宮以下はなし）        |
| 阿波国 | 上一宮大粟神社     | 徳島県名西郡神山町       | 大     | 郷社 |      |        | 非加盟   | （二宮以下は不詳）                             |
| 阿波国 | 一宮神社           | 徳島県徳島市             | 大     | 県社 |      |        | 非加盟   | （二宮以下は不詳）                             |
| 阿波国 | 大麻比古神社       | 徳島県鳴門市             | 名神大 | 国中 | 別表 |        | 加盟     | （二宮以下は不詳）                             |
| 阿波国 | 八倉比売神社       | 徳島県徳島市             | 大     | 県社 |      |        | 非加盟   | （二宮以下は不詳）                             |
| 讃岐国 | 田村神社           | 香川県高松市             | 名神大 | 国中 | 別表 |        | 加盟     | 二宮：大水上神社 （三宮以下は不詳）            |
| 伊予国 | 大山祇神社         | 愛媛県今治市             | 名神大 | 国大 | 別表 |        | 加盟     | （二宮以下はなし）                             |
| 土佐国 | 土佐神社           | 高知県高知市             | 大     | 国中 | 別表 |        | 加盟     | 二宮：小村神社/（朝倉神社） （三宮以下はなし） |

西海道
| 国名   | 社名           | 所在地                 | 社格   | 社格 | 社格 | 社格   | 一の宮会 | 二宮以下                                  |
| 国名   | 社名           | 所在地                 | 式内社 | 近代 | 別表 | その他 | 一の宮会 | 二宮以下                                  |
| ------ | -------------- | ---------------------- | ------ | ---- | ---- | ------ | -------- | ----------------------------------------- |
| 西海道 |                |                        |        |      |      |        |          |                                           |
| 筑前国 | 住吉神社       | 福岡県福岡市博多区     | 名神大 | 官小 | 別表 |        | 加盟     | （二宮以下は不詳）                        |
| 筑前国 | 筥崎宮         | 福岡県福岡市東区       | 名神大 | 官大 | 別表 |        | 加盟     | （二宮以下は不詳）                        |
| 筑後国 | 高良大社       | 福岡県久留米市         | 名神大 | 国大 | 別表 |        | 加盟     | （二宮以下は不詳）                        |
| 豊前国 | 宇佐神宮       | 大分県宇佐市           | 名神大 | 官大 | 別表 | 勅祭社 | 加盟     | （二宮以下はなし）                        |
| 豊後国 | 柞原八幡宮     | 大分県大分市           |        | 国小 | 別表 |        | 加盟     | （二宮以下は不詳）                        |
| 豊後国 | 西寒多神社     | 大分県大分市           | 大     | 国中 | 別表 |        | 加盟     | （二宮以下は不詳）                        |
| 肥前国 | 與止日女神社   | 佐賀県佐賀市           | 小     | 県社 |      |        | 加盟     | 二宮：不詳 三宮：天山社/天山神社          |
| 肥前国 | 千栗八幡宮     | 佐賀県三養基郡みやき町 |        | 国小 | 別表 |        | 加盟     | 二宮：不詳 三宮：天山社/天山神社          |
| 肥後国 | 阿蘇神社       | 熊本県阿蘇市           | 名神大 | 官大 | 別表 |        | 加盟     | 二宮：甲佐神社 三宮：藤崎八旛宮           |
| 日向国 | 都農神社       | 宮崎県児湯郡都農町     | 小     | 国小 | 別表 |        | 加盟     | （二宮：都萬神社）                        |
| 大隅国 | 鹿児島神宮     | 鹿児島県霧島市         | 大     | 官大 | 別表 |        | 加盟     | 二宮：蛭児神社 （三宮以下は不詳）         |
| 薩摩国 | 枚聞神社       | 鹿児島県指宿市         | 小     | 国小 | 別表 |        | 加盟     | （二宮：加紫久利神社） （三宮以下はなし） |
| 薩摩国 | 新田神社       | 鹿児島県薩摩川内市     |        | 国中 | 別表 |        | 加盟     | （二宮：加紫久利神社） （三宮以下はなし） |
| 壱岐国 | 興神社         | 長崎県壱岐市           | 名神大 | 村社 |      |        | 非加盟   | （二宮：聖母宮）                          |
| 壱岐国 | 天手長男神社   | 長崎県壱岐市           | 名神大 | 村社 |      |        | 加盟     | （二宮：聖母宮）                          |
| 対馬国 | 海神神社       | 長崎県対馬市           | 名神大 | 国中 | 別表 |        | 加盟     | （二宮以下は不詳）                        |
| 対馬国 | 厳原八幡宮神社 | 長崎県対馬市           |        | 県社 |      |        | 非加盟   | （二宮以下は不詳）                        |

### 諸国二宮以下一覧
本節では、諸国一宮一覧の注釈に従って記載する。二宮以下が不詳もしくはない場合あるいは三宮以下が不詳な場合は記載するが、三宮以下がない場合は省略する。一宮ではないので太字化は行わない。
| 国名   | 二宮以下           | 社名               | 所在地                 | 社格               | 社格               | 社格               | 社格               | 備考               |
| 国名   | 二宮以下           | 社名               | 所在地                 | 式内社             | 近代               | 別表               | その他             | 備考               |
| ------ | ------------------ | ------------------ | ---------------------- | ------------------ | ------------------ | ------------------ | ------------------ | ------------------ |
| 畿内   |                    |                    |                        |                    |                    |                    |                    |                    |
| 山城国 | （二宮以下は不詳） | （二宮以下は不詳） | （二宮以下は不詳）     | （二宮以下は不詳） | （二宮以下は不詳） | （二宮以下は不詳） | （二宮以下は不詳） | （二宮以下は不詳） |
| 大和国 | （二宮以下はなし） | （二宮以下はなし） | （二宮以下はなし）     | （二宮以下はなし） | （二宮以下はなし） | （二宮以下はなし） | （二宮以下はなし） | （二宮以下はなし） |
| 河内国 | 二宮               | （恩智神社）       | 大阪府八尾市           | 名神大             | 府社               |                    |                    |                    |
| 和泉国 | 二宮               | 泉穴師神社         | 大阪府泉大津市         | 小                 | 府社               |                    |                    |                    |
| 和泉国 | 三宮               | 聖神社             | 大阪府和泉市           | 小                 | 府社               |                    |                    |                    |
| 和泉国 | 四宮               | 積川神社           | 大阪府岸和田市         | 小                 | 郷社               |                    |                    |                    |
| 和泉国 | 五宮               | 日根神社           | 大阪府泉佐野市         | 小                 | 府社               |                    |                    |                    |
| 摂津国 | （二宮以下はなし） | （二宮以下はなし） | （二宮以下はなし）     | （二宮以下はなし） | （二宮以下はなし） | （二宮以下はなし） | （二宮以下はなし） | （二宮以下はなし） |
| 東海道 |                    |                    |                        |                    |                    |                    |                    |                    |
| 伊賀国 | 二宮               | 小宮神社           | 三重県伊賀市           | 小                 | 村社               |                    |                    |                    |
| 伊賀国 | 三宮               | 波多岐神社         | 三重県伊賀市           | 小                 | 郷社               |                    |                    |                    |
| 伊勢国 | 二宮               | 多度大社           | 三重県桑名市           | 名神大             | 国大               | 別表               |                    |                    |
| 志摩国 | （二宮以下はなし） | （二宮以下はなし） | （二宮以下はなし）     | （二宮以下はなし） | （二宮以下はなし） | （二宮以下はなし） | （二宮以下はなし） | （二宮以下はなし） |
| 尾張国 | 二宮               | 大縣神社           | 愛知県犬山市           | 名神大             | 国中               | 別表               |                    |                    |
| 尾張国 | 三宮               | 熱田神宮           | 愛知県名古屋市熱田区   | 名神大             | 官大               | 別表               |                    |                    |
| 三河国 | 二宮               | 知立神社           | 愛知県知立市           | 小                 | 県社               |                    |                    |                    |
| 三河国 | 三宮               | 猿投神社           | 愛知県豊田市           | 小                 | 県社               |                    |                    |                    |
| 遠江国 | 二宮               | 鹿苑神社           | 静岡県磐田市           | 小                 | 郷社               |                    |                    |                    |
| 遠江国 | 二宮               | 二宮神社           | 静岡県湖西市           | 小                 | 郷社               |                    |                    |                    |
| 駿河国 | 二宮               | 豊積神社           | 静岡県静岡市清水区     | 小                 | 郷社               |                    |                    |                    |
| 駿河国 | 三宮               | 御穂神社           | 静岡県静岡市清水区     | 小                 | 県社               |                    |                    |                    |
| 伊豆国 | 二宮               | 若宮神社           | 静岡県三島市           |                    |                    |                    | 三嶋大社境内摂社   |                    |
| 伊豆国 | 三宮（のち二宮）   | 浅間神社           | 静岡県三島市           | 小                 |                    |                    |                    |                    |
| 伊豆国 | 四宮               | 廣瀬神社           | 静岡県三島市           |                    |                    |                    |                    |                    |
| 甲斐国 | 二宮               | 美和神社           | 山梨県笛吹市           | 式外               | 県社               |                    | 国史見在社         |                    |
| 甲斐国 | 三宮               | 玉諸神社           | 山梨県甲府市           | 小                 | 県社               |                    |                    |                    |
| 甲斐国 | 四宮               | （甲斐奈神社）     | 山梨県笛吹市           | 小                 | 村社               |                    | 甲斐国総社         |                    |
| 相模国 | 二宮               | 川勾神社           | 神奈川県中郡二宮町     | 小                 | 郷社               |                    |                    |                    |
| 相模国 | 三宮               | 比々多神社         | 神奈川県伊勢原市       | 小                 | 郷社               |                    |                    |                    |
| 相模国 | 四宮               | 前鳥神社           | 神奈川県平塚市         | 小                 | 郷社               |                    |                    |                    |
| 武蔵国 | 二宮               | 二宮神社           | 東京都あきる野市       |                    | 郷社               |                    |                    |                    |
| 武蔵国 | 三宮（一宮）       | 氷川神社           | 埼玉県さいたま市大宮区 | 名神大             | 官大               | 別表               | 勅祭社             |                    |
| 武蔵国 | 四宮               | 秩父神社           | 埼玉県秩父市           | 小                 | 国小               | 別表               | 知知夫国新一の宮   |                    |
| 武蔵国 | 五宮（二宮）       | 金鑚神社           | 埼玉県児玉郡神川町     | 名神大             | 官中               | 別表               |                    |                    |
| 武蔵国 | 六宮               | 杉山神社           | 神奈川県横浜市緑区     | 小                 | 郷社               |                    |                    | 論社多数あり       |
| 安房国 | （二宮以下は不詳） | （二宮以下は不詳） | （二宮以下は不詳）     | （二宮以下は不詳） | （二宮以下は不詳） | （二宮以下は不詳） | （二宮以下は不詳） | （二宮以下は不詳） |
| 上総国 | 二宮               | 橘樹神社           | 千葉県茂原市           | 小                 | 県社               |                    |                    |                    |
| 上総国 | 三宮               | 三之宮神社         | 千葉県長生郡睦沢町     |                    | 郷社               |                    |                    |                    |
| 下総国 | 二宮               | （玉崎神社）       | 千葉県旭市             |                    | 郷社               |                    |                    |                    |
| 下総国 | 二宮               | （二宮神社）       | 千葉県船橋市           | 小                 | 郷社               |                    |                    |                    |
| 常陸国 | 二宮               | 静神社             | 茨城県那珂市           | 名神大             | 県社               |                    |                    |                    |
| 常陸国 | 三宮               | 吉田神社           | 茨城県水戸市           | 名神大             | 県社               |                    |                    |                    |
| 東山道 |                    |                    |                        |                    |                    |                    |                    |                    |
| 近江国 | 二宮               | 日吉大社           | 滋賀県大津市           | 名神大             | 官大               | 別表               | 二十二社           |                    |
| 近江国 | 三宮               | 多賀大社           | 滋賀県犬上郡多賀町     | 小                 | 官大               | 別表               |                    |                    |
| 近江国 | 三宮               | （御上神社）       | 滋賀県野洲市           | 名神大             | 官中               | 別表               |                    |                    |
| 美濃国 | 二宮               | 伊富岐神社         | 岐阜県不破郡垂井町     | 小                 | 県社               |                    |                    |                    |
| 美濃国 | 三宮               | 多岐神社           | 岐阜県養老郡養老町     | 小                 | 郷社               |                    | 金幣社             |                    |
| 美濃国 | 三宮               | 伊奈波神社         | 岐阜県岐阜市           | 小                 | 国小               | 別表               |                    |                    |
| 飛騨国 | 二宮               | 久津八幡宮         | 岐阜県下呂市           | 小                 | 県社               |                    |                    |                    |
| 信濃国 | 二宮               | 小野神社           | 長野県塩尻市           |                    | 県社               |                    |                    |                    |
| 信濃国 | 三宮               | 穂高神社           | 長野県安曇野市         | 名神大             | 国小               | 別表               |                    |                    |
| 信濃国 | 三宮               | （沙田神社）       | 長野県松本市           | 小                 | 県社               |                    |                    |                    |
| 上野国 | 二宮               | 二宮赤城神社       | 群馬県前橋市           | 名神大             | 郷社               |                    |                    |                    |
| 上野国 | 三宮               | 三宮神社           | 群馬県北群馬郡吉岡町   | 名神大             |                    |                    |                    |                    |
| 上野国 | 四宮               | 甲波宿禰神社       | 群馬県渋川市           | 小                 | 郷社               |                    |                    | 論社多数あり       |
| 上野国 | 五宮               | 若伊香保神社       | 群馬県渋川市           | 式外               | 村社               |                    | 国史見在社         |                    |
| 上野国 | 六宮               | 榛名神社           | 群馬県高崎市           | 小                 | 県社               |                    |                    |                    |
| 上野国 | 七宮               | 小祝神社           | 群馬県高崎市           | 小                 | 郷社               |                    |                    |                    |
| 上野国 | 八宮               | 火雷神社           | 群馬県佐波郡玉村町     | 小                 | 郷社               |                    |                    |                    |
| 上野国 | 九宮               | 倭文神社           | 群馬県伊勢崎市         | 小                 | 郷社               |                    |                    |                    |
| 下野国 | （二宮以下はなし） | （二宮以下はなし） | （二宮以下はなし）     | （二宮以下はなし） | （二宮以下はなし） | （二宮以下はなし） | （二宮以下はなし） | （二宮以下はなし） |
| 陸奥国 | 二宮               | 伊佐須美神社       | 福島県大沼郡会津美里町 | 名神大             | 国中               | 別表               |                    |                    |
| 出羽国 | 二宮               | 城輪神社           | 山形県酒田市           | 式外               | 県社               |                    | 国史見在社         |                    |
| 出羽国 | 三宮               | 小物忌神社         | 山形県酒田市           | 小                 | 県社               |                    |                    |                    |
| 北陸道 |                    |                    |                        |                    |                    |                    |                    |                    |
| 若狭国 | 二宮（一宮）       | 若狭姫神社         | 福井県小浜市           | 名神大             | 国中               | 別表               |                    |                    |
| 越前国 | 二宮               | （劔神社）         | 福井県丹生郡越前町     | 小                 | 国小               | 別表               |                    |                    |
| 加賀国 | 二宮               | 菅生石部神社       | 石川県加賀市           | 小                 | 国小               | 別表               |                    |                    |
| 能登国 | 二宮               | 伊須流岐比古神社   | 石川県鹿島郡中能登町   | 小                 | 郷社               |                    |                    |                    |
| 越中国 | （二宮以下はなし） | （二宮以下はなし） | （二宮以下はなし）     | （二宮以下はなし） | （二宮以下はなし） | （二宮以下はなし） | （二宮以下はなし） | （二宮以下はなし） |
| 越後国 | 二宮               | 物部神社           | 新潟県柏崎市           | 小                 | 県社               |                    |                    |                    |
| 越後国 | 三宮               | （八海神社）       | <所在不詳>             |                    |                    |                    |                    | 論社多数あり       |
| 佐渡国 | 二宮               | 大目神社           | 新潟県佐渡市           | 小                 | 村社               |                    |                    |                    |
| 佐渡国 | 三宮               | 引田部神社         | 新潟県佐渡市           | 小                 | 郷社               |                    |                    |                    |
| 山陰道 |                    |                    |                        |                    |                    |                    |                    |                    |
| 丹波国 | （二宮以下はなし） | （二宮以下はなし） | （二宮以下はなし）     | （二宮以下はなし） | （二宮以下はなし） | （二宮以下はなし） | （二宮以下はなし） | （二宮以下はなし） |
| 丹後国 | 二宮               | （大宮売神社）     | 京都府京丹後市         | 名神大             | 府社               |                    |                    |                    |
| 但馬国 | 二宮（一宮）       | 粟鹿神社           | 兵庫県朝来市           | 名神大             | 県社               |                    |                    |                    |
| 但馬国 | 三宮               | 水谷神社           | 兵庫県養父市           | 名神大             | 村社               |                    |                    |                    |
| 但馬国 | 三宮               | 養父神社           | 兵庫県養父市           | 名神大             | 県社               |                    |                    |                    |
| 因幡国 | （二宮以下は不詳） | （二宮以下は不詳） | （二宮以下は不詳）     | （二宮以下は不詳） | （二宮以下は不詳） | （二宮以下は不詳） | （二宮以下は不詳） | （二宮以下は不詳） |
| 伯耆国 | 二宮               | 大神山神社         | 鳥取県米子市           | 小                 | 国小               | 別表               |                    |                    |
| 伯耆国 | 三宮               | 倭文神社           | 鳥取県倉吉市           | 小                 | 県社               |                    |                    |                    |
| 出雲国 | 二宮               | （佐太神社）       | 島根県松江市           | 小                 | 国小               | 別表               |                    |                    |
| 石見国 | 二宮               | 多鳩神社           | 島根県江津市           | 小                 | 県社               |                    |                    |                    |
| 石見国 | 三宮               | 大祭天石門彦神社   | 島根県浜田市           | 小                 | 県社               |                    |                    |                    |
| 隠岐国 | （二宮以下はなし） | （二宮以下はなし） | （二宮以下はなし）     | （二宮以下はなし） | （二宮以下はなし） | （二宮以下はなし） | （二宮以下はなし） | （二宮以下はなし） |
| 山陽道 |                    |                    |                        |                    |                    |                    |                    |                    |
| 播磨国 | 二宮               | 荒田神社           | 兵庫県多可郡多可町     | 小                 | 県社               |                    |                    |                    |
| 播磨国 | 三宮               | 住吉神社           | 兵庫県加西市           |                    | 県社               |                    |                    |                    |
| 播磨国 | 四宮               | 白国神社           | 兵庫県姫路市           | 小                 | 県社               |                    |                    |                    |
| 美作国 | 二宮               | 高野神社           | 岡山県津山市           | 小                 | 県社               |                    |                    |                    |
| 美作国 | （三宮以下は不詳） |                    |                        |                    |                    |                    |                    |                    |
| 備前国 | 二宮               | （安仁神社）       | 岡山県岡山市東区       | 名神大             | 国中               | 別表               |                    |                    |
| 備中国 | 二宮               | 皷神社             | 岡山県岡山市北区       | 小                 | 県社               |                    |                    |                    |
| 備後国 | （二宮以下はなし） | （二宮以下はなし） | （二宮以下はなし）     | （二宮以下はなし） | （二宮以下はなし） | （二宮以下はなし） | （二宮以下はなし） | （二宮以下はなし） |
| 安芸国 | 二宮               | <不詳>             | <不詳>                 | <不詳>             | <不詳>             | <不詳>             | <不詳>             | <不詳>             |
| 安芸国 | 二宮               | （速谷神社）       | 広島県廿日市市         | 名神大             | 国中               | 別表               |                    |                    |
| 周防国 | 二宮               | 出雲神社           | 山口県山口市           | 小                 | 県社               |                    |                    |                    |
| 周防国 | 三宮               | 仁壁神社           | 山口県山口市           | 小                 | 県社               |                    |                    |                    |
| 周防国 | 四宮               | 赤田神社           | 山口県山口市           |                    | 県社               |                    |                    |                    |
| 周防国 | 五宮               | 朝田神社           | 山口県山口市           |                    | 郷社               |                    |                    |                    |
| 長門国 | 二宮               | 忌宮神社           | 山口県下関市           | 小                 | 国小               | 別表               |                    |                    |
| 長門国 | 三宮               | （龍王神社）       | 山口県下関市           |                    | 郷社               |                    |                    |                    |
| 南海道 |                    |                    |                        |                    |                    |                    |                    |                    |
| 紀伊国 | （二宮以下は不詳） | （二宮以下は不詳） | （二宮以下は不詳）     | （二宮以下は不詳） | （二宮以下は不詳） | （二宮以下は不詳） | （二宮以下は不詳） | （二宮以下は不詳） |
| 淡路国 | 二宮               | 大和大国魂神社     | 兵庫県南あわじ市       | 名神大             | 県社               |                    |                    |                    |
| 阿波国 | （二宮以下は不詳） | （二宮以下は不詳） | （二宮以下は不詳）     | （二宮以下は不詳） | （二宮以下は不詳） | （二宮以下は不詳） | （二宮以下は不詳） | （二宮以下は不詳） |
| 讃岐国 | 二宮               | 大水上神社         | 香川県三豊市           | 小                 | 県社               |                    |                    |                    |
| 讃岐国 | （三宮以下は不詳） |                    |                        |                    |                    |                    |                    |                    |
| 伊予国 | （二宮以下はなし） | （二宮以下はなし） | （二宮以下はなし）     | （二宮以下はなし） | （二宮以下はなし） | （二宮以下はなし） | （二宮以下はなし） | （二宮以下はなし） |
| 土佐国 | 二宮               | 小村神社           | 高知県高岡郡日高村     | 式外               | 県社               |                    | 国史見在社         |                    |
| 土佐国 | 二宮               | （朝倉神社）       | 高知県高知市           | 小                 | 県社               |                    |                    |                    |
| 西海道 |                    |                    |                        |                    |                    |                    |                    |                    |
| 筑前国 | （二宮以下は不詳） | （二宮以下は不詳） | （二宮以下は不詳）     | （二宮以下は不詳） | （二宮以下は不詳） | （二宮以下は不詳） | （二宮以下は不詳） | （二宮以下は不詳） |
| 筑後国 | （二宮以下は不詳） | （二宮以下は不詳） | （二宮以下は不詳）     | （二宮以下は不詳） | （二宮以下は不詳） | （二宮以下は不詳） | （二宮以下は不詳） | （二宮以下は不詳） |
| 豊前国 | （二宮以下はなし） | （二宮以下はなし） | （二宮以下はなし）     | （二宮以下はなし） | （二宮以下はなし） | （二宮以下はなし） | （二宮以下はなし） | （二宮以下はなし） |
| 豊後国 | （二宮以下は不詳） | （二宮以下は不詳） | （二宮以下は不詳）     | （二宮以下は不詳） | （二宮以下は不詳） | （二宮以下は不詳） | （二宮以下は不詳） | （二宮以下は不詳） |
| 肥前国 | 二宮               | <不詳>             | <不詳>                 | <不詳>             | <不詳>             | <不詳>             | <不詳>             | <不詳>             |
| 肥前国 | 三宮               | 天山社・天山神社   | 佐賀県小城市           |                    |                    |                    |                    | 論社多数あり       |
| 肥後国 | 二宮               | 甲佐神社           | 熊本県上益城郡甲佐町   |                    | 郷社               |                    |                    |                    |
| 肥後国 | 三宮               | 藤崎八旛宮         | 熊本県熊本市中央区     |                    | 国小               | 別表               |                    |                    |
| 日向国 | 二宮               | （都萬神社）       | 宮崎県西都市           | 小                 | 県社               |                    | 日向国総社         |                    |
| 大隅国 | 二宮               | 蛭児神社           | 鹿児島県霧島市         |                    | 村社               |                    |                    |                    |
| 大隅国 | （三宮以下は不詳） |                    |                        |                    |                    |                    |                    |                    |
| 薩摩国 | 二宮               | （加紫久利神社）   | 鹿児島県出水市         | 小                 | 県社               |                    |                    |                    |
| 壱岐国 | 二宮               | （聖母宮）         | 長崎県壱岐市           | 名神大             | 郷社               |                    |                    |                    |
| 対馬国 | （二宮以下は不詳） | （二宮以下は不詳） | （二宮以下は不詳）     | （二宮以下は不詳） | （二宮以下は不詳） | （二宮以下は不詳） | （二宮以下は不詳） | （二宮以下は不詳） |

## その他の一宮以下一覧

### 全国一の宮会加盟社
諸国一宮一覧の掲載社以外で、「全国一の宮会」に加盟する神社の一覧。
| 国名 （仮定） | 社名             | 所在地                 | 社格   | 社格 | 社格 | 社格       |
| 国名 （仮定） | 社名             | 所在地                 | 式内社 | 近代 | 別表 | その他     |
| ------------- | ---------------- | ---------------------- | ------ | ---- | ---- | ---------- |
| 諸国一宮      |                  |                        |        |      |      |            |
| 摂津国        | 坐摩神社         | 大阪府大阪市中央区     | 大     | 官中 | 別表 |            |
| 尾張国        | 大神神社         | 愛知県一宮市           | 名神大 | 郷社 |      |            |
| 相模国        | 鶴岡八幡宮       | 神奈川県鎌倉市         |        | 国中 | 別表 |            |
| 武蔵国        | 氷川女体神社     | 埼玉県さいたま市緑区   | 小     | 郷社 |      |            |
| 安房国        | 洲崎神社         | 千葉県館山市           | 大     | 県社 |      |            |
| 陸奥国        | 石都々古和気神社 | 福島県石川郡石川町     | 小     | 郷社 |      |            |
| 若狭国        | （若狭姫神社）   | 福井県小浜市           | 名神大 | 国中 | 別表 |            |
| 出雲国        | 熊野大社         | 島根県松江市           | 名神大 | 国大 | 別表 |            |
| 備前国        | 石上布都魂神社   | 岡山県赤磐市           | 小     | 郷社 |      |            |
| 備後国        | 素盞嗚神社       | 広島県福山市           | 小     | 県社 |      |            |
| 新一の宮      |                  |                        |        |      |      |            |
| 蝦夷国        | 北海道神宮       | 北海道札幌市中央区     |        | 官大 | 別表 |            |
| 津軽国        | 岩木山神社       | 青森県弘前市           |        | 国小 | 別表 |            |
| 陸中国        | 駒形神社         | 岩手県奥州市           | 小     | 国小 | 別表 |            |
| 岩代国        | 伊佐須美神社     | 福島県大沼郡会津美里町 | 名神大 | 国中 | 別表 | 陸奥国二宮 |
| 知知夫国      | 秩父神社         | 埼玉県秩父市           | 小     | 国小 | 別表 | 武蔵国四宮 |
| 琉球国        | 波上宮           | 沖縄県那覇市           |        | 官小 | 別表 |            |

新一の宮の認定により明治元年（1869年）に陸奥国から分割された陸奥国（津軽国）、陸前国、陸中国、岩代国、磐城国にはそれぞれ一宮が存在するようになったが、出羽国から分割された羽前国と羽後国には存在しない。そのため、秋田県（旧羽後国）は一宮が存在しない唯一の都道府県となっている。

### 北海道内の一宮
北海道内で近代以降に各国の一宮と称している神社の一覧。蝦夷国新一の宮とされる北海道神宮を除き、「全国一の宮会」非加盟。
| 国名 （仮定） | 旧支庁（振興局）                 | 社名       | 所在地             | 社格 | 社格 |
| 国名 （仮定） | 旧支庁（振興局）                 | 社名       | 所在地             | 近代 | 別表 |
| ------------- | -------------------------------- | ---------- | ------------------ | ---- | ---- |
| 渡島国        | 渡島支庁（渡島総合振興局）       | 徳山大神宮 | 北海道松前郡松前町 | 郷社 |      |
| 渡島国        | 檜山支庁（檜山振興局）           | 姥神大神宮 | 北海道檜山郡江差町 | 県社 |      |
| 石狩国        | 石狩支庁（石狩振興局）           | 北海道神宮 | 北海道札幌市中央区 | 官大 | 別表 |
| 石狩国        | 空知支庁（空知総合振興局）       | 岩見沢神社 | 北海道岩見沢市     | 県社 |      |
| 北見国        | 網走支庁（オホーツク総合振興局） | 網走神社   | 北海道網走市       | 県社 |      |
| 十勝国        | 十勝支庁（十勝総合振興局）       | 十勝神社   | 北海道広尾郡広尾町 | 県社 |      |
| 釧路国        | 釧路支庁（釧路総合振興局）       | 厳島神社   | 北海道釧路市       | 県社 |      |

後志国、胆振国、日高国、天塩国、根室国、千島国の一宮を称する神社は存在しない。ほかに琴似神社が「屯田一宮」を称しているが、これは屯田兵村の一宮を意味するものである。

### その他の一宮以下一覧
上記以外に一宮以下と称している、あるいは称されることがある神社の一覧。下記以外に、忌部神社（徳島県徳島市）が四国一宮を称している。
| 国名   | 一宮以下 | 社名                       | 所在地                     | 社格   | 社格       | 社格 | 社格             |
| 国名   | 一宮以下 | 社名                       | 所在地                     | 式内社 | 近代       | 別表 | その他           |
| ------ | -------- | -------------------------- | -------------------------- | ------ | ---------- | ---- | ---------------- |
| 河内国 | 一宮     | 片埜神社                   | 大阪府枚方市               | 小     | 郷社       |      | 交野郡一宮       |
| 三河国 | 四宮     | 石巻神社                   | 愛知県豊橋市               | 小     | 郷社       |      |                  |
| 駿河国 | 二宮     | 豊由氣神社                 | 静岡県静岡市清水区         | 小     | 郷社       |      | 廬原國二宮       |
| 伊豆国 | 三宮     | 楊原神社                   | 静岡県三島市               |        |            |      |                  |
| 伊豆国 | 五宮     | 日隅神社                   | 静岡県三島市               |        |            |      |                  |
| 甲斐国 | 一宮     | 河口浅間神社               | 山梨県南都留郡富士河口湖町 |        | 県社       |      |                  |
| 甲斐国 | 一宮     | 一宮浅間神社               | 山梨県西八代郡市川三郷町   |        | 村社       |      | 市川郷一宮       |
| 相模国 | 五宮     | 平塚八幡宮                 | 神奈川県平塚市             |        | 県社       | 別表 | 相模国国府八幡宮 |
| 相模国 | 五宮     | 有鹿神社                   | 神奈川県海老名市           | 小     | 郷社       |      |                  |
| 武蔵国 | 一宮     | 小野神社                   | 東京都府中市               | 小     | 郷社       |      |                  |
| 安房国 | 二宮     | 洲宮神社                   | 千葉県館山市               | 大     | 県社       |      |                  |
| 美濃国 | 二宮     | 大領神社                   | 岐阜県不破郡垂井町         | 小     | 郷社       |      | 南宮大社摂社     |
| 上野国 | 二宮     | 赤城神社（三夜沢赤城神社） | 群馬県前橋市               | 名神大 | 県社       |      |                  |
| 上野国 | 二宮     | 赤城神社（大洞赤城神社）   | 群馬県前橋市               | 名神大 | 郷社       |      |                  |
| 上野国 | 三宮     | 伊香保神社                 | 群馬県渋川市               | 名神大 | 県社兼郷社 |      |                  |
| 下野国 | 三宮     | 村檜神社                   | 栃木県栃木市岩舟町         |        |            |      |                  |
| 陸奥国 | 一宮     | 近津神社                   | 茨城県久慈郡大子町         | 小     | 郷社       |      |                  |
| 能登国 | 二宮     | 天日陰比咩神社             | 石川県鹿島郡中能登町       | 小     | 郷社       |      |                  |
| 越中国 | 一宮     | 二上射水神社               | 富山県高岡市               | 名神大 | 村社       |      |                  |
| 因幡国 | 二宮     | 大江神社                   | 鳥取県八頭郡八頭町         | 小     | 郷社       |      |                  |
| 伯耆国 | 二宮     | 波波伎神社                 | 鳥取県倉吉市               | 小     | 県社       |      |                  |
| 美作国 | 三宮     | 天石門別神社               | 岡山県美作市               | 小     | 県社       |      |                  |
| 備後国 | 二宮     | 二宮神社                   | 広島県福山市               | 小     |            |      |                  |
| 讃岐国 | 三宮     | 多和神社                   | 香川県さぬき市             | 小     | 郷社       |      |                  |
| 筑前国 | 一宮     | 北斗宮                     | 福岡県嘉麻市               |        | 県社       |      |                  |
| 豊後国 | 一宮     | 大分社                     | 大分県大分市               |        | 郷社       |      |                  |
| 肥後国 | 三宮     | 郡浦神社                   | 熊本県宇城市               |        | 郷社       |      |                  |
| 壱岐国 | 一宮     | 住吉神社                   | 長崎県壱岐市               | 名神大 | 国中       | 別表 | 長崎県下筆頭神社 |